# 北方新报
《北方新报》创刊于2001年3月20日，由内蒙古日报社主办的全国发行日报。《北方日报》为全彩印刷，规格为四开加长报型，含有48版。

## 历史
《北方新报》前身是内蒙古日报社于1989年9月创刊的《周末报》。